# Ford Madox Ford

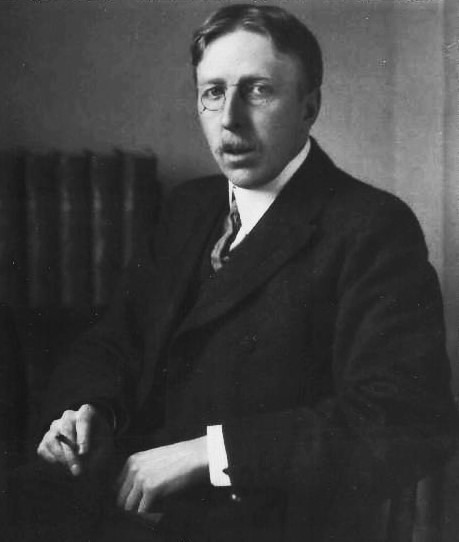
Ford Madox Ford (um 1905)

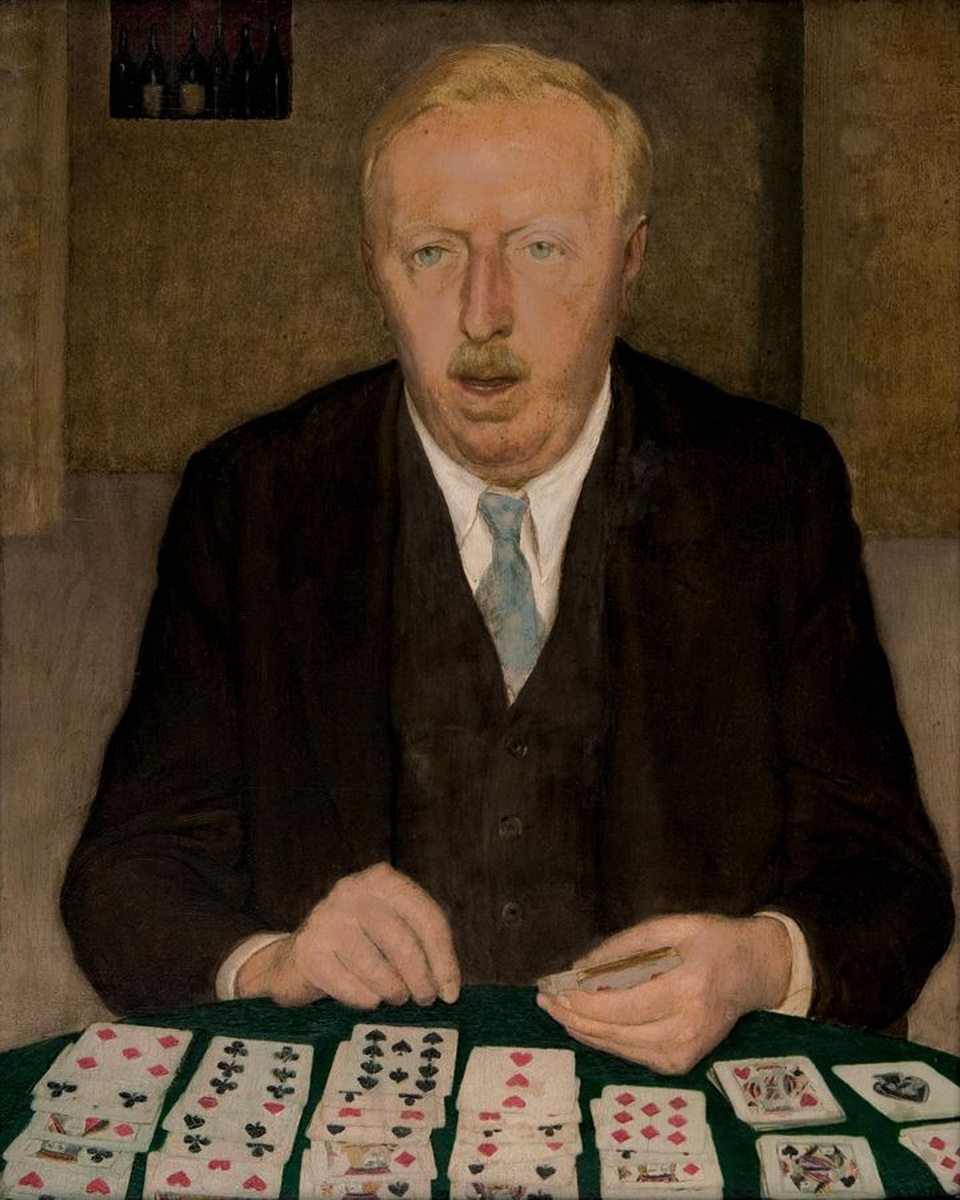
Stella Bowen: Ford Madox Ford Playing Solitaire, 1927. Art Gallery of South Australia, Adelaide

Ford Madox Ford, eigentlich Ford Hermann Hueffer (* 17. Dezember 1873 in Merton, Surrey, England; † 26. Juni 1939 in Deauville, Calvados, Frankreich), war ein englischer Schriftsteller.

## Leben
Ford war ein Sohn des deutschstämmigen Musikkritikers Francis Hueffer und dessen Ehefrau Katharina Hueffer, geborene Brown. Mütterlicherseits war er ein Enkel des Präraffaelitenmalers Ford Madox Brown und väterlicherseits des Verlegers Johann Hermann Hüffer aus Münster. Sein Bruder Oliver Madox Hueffer wurde ebenfalls Schriftsteller, genauso wie seine Schwester Juliet Soskice. Fords Neffe war der spätere britische Innenminister Frank Soskice. Fords eigentlicher Name ist Ford Hermann Hueffer (Hüffer), er nannte sich auch Ford Hueffer. Infolge der stark anti-deutschen Stimmung in England während des Ersten Weltkriegs und zu Ehren seines Großvaters änderte er 1919 jedoch offiziell seinen Namen.
Ford studierte in London und konvertierte 1892 zum katholischen Glauben. Um 1912 schloss er sich den Imagisten an. Von 1915 bis 1917 nahm er in der britischen Armee am Ersten Weltkrieg teil. 1916 erlitt Ford bei der Explosion einer Granate eine schwere Hirnerschütterung, bei der er für drei Wochen die Erinnerung verlor.
Mit Joseph Conrad verband ihn eine tiefe Freundschaft. Fords Romance entstand in Zusammenarbeit mit Conrad.
1908 gründete Ford in London die English Review, zu deren Mitarbeitern u. a. Henry James und John Galsworthy gehörten. 1924 gründete er in Paris die Zeitschrift Transatlantic Review, an der auch James Joyce, Ezra Pound, Gertrude Stein und Ernest Hemingway mitarbeiteten. Ford schrieb auch für die vortizistische Zeitschrift Blast.
Seit 1894 war Ford  mit Elsie Hueffer, geborene Martindale, verheiratet. Der Ehe entstammten die Töchter Christina Hueffer (1897–1984) und Katharine Hueffer (1900–1978). Weil seine Ehefrau nicht in eine Scheidung einwilligte, als Ford darum ersuchte, blieb die Ehe nach britischem Recht bis zu seinem Tod bestehen. Das Ehepaar lebte aber fortan getrennt, und Ford ließ sich auf zahlreiche Liebesbeziehungen ein, u. a. mit Jean Rhys (1924), welche diese Erfahrung in ihrem Roman Quartet verarbeitete. Drei seiner außerehelichen Partnerschaften hielten jeweils viele Jahre lang: von etwa 1910 bis 1918 mit der britischen Schriftstellerin Violet Hunt, von 1919 bis 1928 mit der australischen Malerin Stella Bowen, mit der er eine Tochter hatte (Esther Julia Madox Ford, 1920–1985), und schließlich von 1930 bis zu seinem Tod mit der amerikanischen Malerin polnischer Herkunft Janice Biala (1903–2000).
Im Alter von 65 Jahren starb Ford Madox Ford am 26. Juni 1939 im französischen Deauville.

## Rezeption
Ford hatte als Verleger und Kritiker mehr Erfolg als mit seinem schriftstellerischen Werk. Sein 1915 erschienener Roman The Good Soldier (dt. Übersetzung 1962: Die allertraurigste Geschichte) stellt nach der Meinung vieler heutiger Kritiker jedoch eines der wichtigsten Werke der englischen Literatur der frühen Moderne dar, vor allem durch die eindrucksvolle Verwendung des Erzählertypus des unzuverlässigen Erzählers in der Figur des John Dowell. Eine der letzten Veröffentlichungen Fords war 1933 die Autobiographie It Was the Nightingale.

## Werke (Auswahl)

### Gedichte
- Poems for Pictures. 1897.[1]
- Collected Poems. Unter dem Autorennamen Ford Madox Hueffer erschienen bei Max Goschen, London 1914.[4]
- Antwerp. Unter dem Autorennamen Ford Madox Hueffer erschienen bei The Poetry Bookshop, London 1915.
- On Heaven and Poems. Written on Active Service. Unter dem Autorennamen Ford Madox Hueffer erschienen bei John Lane, London 1918.

### Prosa
- Romance. Novelle. Zusammen mit Joseph Conrad. Smith, Elder & Co., London 1903.
- The Spirit of the People. An Analysis of the English Mind. Unter dem Autorennamen Ford Madox Hueffer veröffentlicht bei Alston Rivers, London 1907.
- The Nature of a Crime. Zusammen mit Joseph Conrad verfasst 1909 und unter dem Autorennamen Ford Madox Hueffer veröffentlicht bei Duckworth, Page & Co., London 1924.
  - Deutsche Ausgabe: Die Natur eines Verbrechens. Aus dem Englischen übersetzt, herausgegeben und mit einem Nachwort versehen von Michael Klein. Morio Verlag, Heidelberg 2024, ISBN 978-3-949749-10-0.
- The Critical Attitude. Duckworth, Page & Co., London 1911.
  - Amerikanische Ausgabe: Collected Poems. Oxford University Press, New York 1936.
- The Good Soldier. Unter dem Autorennamen Ford Madox Hueffer veröffentlicht bei John Lane, London 1915.
  - Aktuelle Ausgabe: The Good Soldier. A Tale of Passion. (= Oxford World's Classics). Oxford University Press, Oxford 2008, ISBN 978-0-19-953727-3.
  - Deutsche Ausgabe: Die allertraurigste Geschichte. Aus dem Englischen übertragen von Fritz Lorch und Helene Henze. Mit einem einführenden Brief des Autors an Stella Bowen, einem Nachwort von Mark Schorer und einem biografischen Beitrag von Kenneth Young. Walter, Olten und Freiburg im Breisgau 1962.
- Parade’s End. Roman-Tetralogie.
  - Band 1: Some do not. Duckworth, London 1924.
    - Deutsche Ausgabe: Manche tun es nicht. Aus dem Englischen übersetzt von Joachim Utz. Eichborn, Frankfurt am Main 2003, ISBN 3-8218-0710-5.

  - Band 2: No more Paradies. Duckworth, London 1925.
    - Deutsche Ausgabe: Keine Paraden mehr. Aus dem Englischen übersetzt von Joachim Utz. Eichborn, Frankfurt am Main 2004, ISBN 3-8218-0711-3.

  - Band 3: A Man could stand up. Duckworth, London 1926.
    - Deutsche Ausgabe: Der Mann, der aufrecht blieb. Aus dem Englischen übersetzt von Joachim Utz. Eichborn, Frankfurt am Main 2006, ISBN 3-8218-0712-1.

  - Band 4: Last Post. Duckworth, London 1928.
    - Deutsche Ausgabe: Zapfenstreich. Aus dem Englischen übersetzt von Joachim Utz. Eichborn, Frankfurt am Main 2007, ISBN 978-3-8218-0713-3.
- When the Wicked Man. Horace Liveright, New York 1931.
- It Was the Nightingale. Schutzumschlag gestaltet von Janice Biala. William Heinemann, London 1934.

### Monografien
- Henry James. A Critical Study. Unter dem Autorennamen Ford Madox Hueffer veröffentlicht bei Martin Secker & Warburg, London 1913.
- Joseph Conrad. A Personal Remembrance. Unter dem Autorennamen Ford Madox Hueffer veröffentlicht bei Duckworth, London 1924.
- The English Novel. From the Earliest days to the Death of Joseph Conrad. Constable and Company, London 1930.

### Essays
- The Critical Attidude. 1911.[3]
- The March of Literature. 1938.[3]

### Autobiografische Texte
- Thus to Revisit. Some Reminiscences. Unter dem Autorennamen Ford Madox Hueffer veröffentlicht bei Chapman & Hall, London 1921.
- Return to Yesterday. 1931.[3]
- Vater und Sohn: Franz Hüffer und Ford Madox Ford (Hüffer). Anthologie. Herausgegeben, übersetzt und kommentiert von Jörg W. Rademacher. Lit, Münster 2003, ISBN 3-8258-4652-0.[5]

## Adaptionen

### Fernsehfilm
Im Jahre 2012 wurde Parade’s End von der britischen Fernsehgesellschaft BBC in einer mehrteiligen Miniserie ausgestrahlt, die ab dem 24. August 2012 zu sehen war. Das Drehbuch stammte von Tom Stoppard. Hauptdarsteller war Benedict Cumberbatch als Christopher Tietjens, ein Spross einer nordenglischen Landbesitzerfamilie holländischer Abstammung.

### Hörspiel
2018 produzierte der Bayerische Rundfunk eine siebenteilige Hörspielfassung von Das Ende der Paraden. Mit Jens Harzer, Felix Goeser, Bibiana Beglau, Stefan Merki, Wiebke Puls, Stefan Wilkening, Manfred Zapatka, Anna Drexler, Caroline Ebner, Jeanette Spassova, Wolfram Koch, Wowo Habdank, Oliver Nägele, Franz Pätzold, Steven Scharf, Wowo Habdank. Bearbeitung, Komposition und Regie: Klaus Buhlert. Als Podcast/Download im BR Hörspiel Pool.

## Sonstiges
In Ernest Hemingways Erinnerungen aus seiner Pariser Zeit ist Ford's schrullig-exzentrischer Figur ein eigenes Kapitel gewidmet.